# Idam (Fluss)
Der Idam (englisch Idam River) ist ein rechter Nebenfluss des Sepik.

## Lage und Lauf
Der Idam
entspringt etwa 20 km östlich der Grenze Papua-Neuguinea/Papua (Indonesien) am Wabenabei (ca. 1900 m ⊙), 
einem der Hauptgipfel des West Range, der niedrigen Nordwestausläufer des Bismarckgebirges, die der obere Sepik umrundet. 
Der Idam fließt nordwärts und verlässt nach etwa 20 km die Berge. Hier liegen die Orte Antibi/Ju-Whiai 2  (ca. 80 m ⊙)
und Bablediam/Idam (No. 1) (Höhe ca. 90 m ⊙). Dann begleitet der Fluss mäandrierend den Bergfuß weiter nordwärts, mit den Orten 
Isagu/Entibi (ca. 80 m ⊙)
und weiter nördlich Bisiaburu (ca. 80 m ⊙). Zwischen Iaburu und Mukuasi/Mukwasi mündet der Idam nach weiteren 20 km Luftlinie von rechts in den Sepik.
Die Gegend ist, wie der Großteil des Sepik-Gebiets, weitgehend unberührt. Der Oberlauf des Sepik fließt durch Bergregenwald, der Unterlauf durch eine Überschwemmungsebene.